# 天赋 (小说)
《天赋》（俄语：Дар, Dar）是弗拉基米尔·纳博科夫的最后一部俄文小说，于1935年至1937年写于居住的城市柏林，以西林的笔名，连载于巴黎的白俄杂志。
《天赋》是纳博科夫用母语写的最后一部小说。在1962年的前言中，作者指出，它是在1935年至1937年，写于柏林，最后一章则是在1937年，在法国里维埃拉完成。这部小说最初在巴黎的白俄杂志《当代》（Sovremennye zapiski）上连载。但是，第四章没有发表。全本小说直到1952年才出版。
《天赋》第四章是俄国作家尼古拉·车尔尼雪夫斯基的伪传记，白俄杂志出版方在出版该书时，只出版了其他四章。
故事的主人公费奥多尔·戈杜诺夫-切尔丁采夫是一个俄罗斯作家，布尔什维克革命后与家人一同逃离，住在柏林。在第五章也是最后一章中，费奥多尔阐述了他要写书的雄心。
纳博科夫的儿子德米特里将这本书的第一章翻译成了英语；迈克尔·斯卡梅尔完成了剩下的部分。1961年，纳博科夫修改了所有五章的译文。

## 情节

### 第一章
费奥多尔·康斯坦丁诺维奇·车尔丁采夫是1920年代居住在柏林的俄罗斯人，这一章从他搬到丹嫩贝格街七号一间寄宿房开始。他最近出版了一本诗集，又接到亚历山大·雅科夫列维奇·车尔尼雪夫斯基的电话，祝贺他的诗歌，并邀请他来参加一个聚会，阅读在报纸上的好评。这些诗可追溯到费奥多尔的童年，他与妹妹塔尼亚在革命前的圣彼得堡和莱希诺庄园度过，这是戈杜诺夫-车尔丁采夫的乡村庄园。费奥多尔来到聚会时，却得知他成了愚人节玩笑的牺牲品，他的书在新闻界没有受到任何关注。车尔尼雪夫斯基家有一个儿子，亚沙，他像费奥多尔一样，喜爱诗歌。亚沙陷入一场悲惨的三角恋爱，自杀了。亚沙的母亲希望费奥多尔在作品中写亚沙的悲惨结局，但他拒绝了。由于亚沙的死，他的父亲精神错乱了。当费奥多尔回到他的住所时，他意识到他拿错了钥匙，等了一会儿，一位访客出来，费奥多尔才回了家。费奥多尔送走了夏天。秋天，他参加了一个俄罗斯移民的文学会议，在那里他遇到了孔切耶夫，他认为康切耶夫是一个竞争对手。读一部新剧本让观众感到厌烦。当费奥多尔即将离开时，他和孔切耶夫详细地讨论俄罗斯文学，但他们的讨论结果在很大程度上是虚构的。

### 第二章
费奥多尔乘坐电车去看望他的语言学生时，梦想着他的祖国俄罗斯，但他再也受不了了，回到住处。母亲伊丽莎维塔·帕夫洛夫娜从巴黎来探望他时，失踪父亲的阴影还笼罩着他们，因为他的母亲相信她的丈夫还活着。在她离开之前，他们参加了当地的俄罗斯文学活动，费奥多尔是最后一位背诵他的诗歌的诗人。虽然他几乎无人注意，但受到母亲访问和对普希金研究的启发，他寻求她对他的新项目的支持，这是一本关于他父亲康斯坦丁·基里洛维奇的书。他收集材料时，偶然发现苏绍什乔科夫对祖父基里尔·伊利希的叙述，他是一个赌徒，在返回俄罗斯之前在美国赚了一大笔钱。他开始专注于他父亲作为探险家、白鳍豚师、科学作家的活动，他在1885年至1918年，到西伯利亚和中亚旅行。费奥多尔和他父亲一样去当地旅行，但他充满了对蝴蝶的热爱，他想象着陪父亲去东方旅行。1916年，他的父亲离开他最后一次旅行，此后一直失踪。这时费奥多尔需要找到一个新的住处，事情变得复杂， 

### 第四章
这一章名为《车尔尼雪夫斯基的生平》，是费奥多尔对19世纪俄国作家车尔尼雪夫斯基的传记，后者是列宁最喜欢的作家。费奥多尔嘲笑切尔尼舍夫斯基的美学和文学。